# ジャン＝アントワーヌ・ヴェルディエ

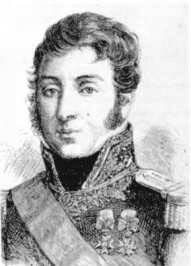

ジャン＝アントワーヌ・ヴェルディエ（Jean-Antoine Verdier、1767年5月2日 - 1839年）はフランス革命戦争・ナポレオン戦争期のフランスの将軍。
トゥールーズで生まれたヴェルディエは1785年2月18日に大陸軍へ入隊した。1792年に東ピレネー方面軍においてオージュローの将官付き副官を務めた。
1793年には、スペインとの戦いにおいて、1個ライフル猟兵大隊のみで、4千人のスペイン兵及び80門の大砲で守備されたフィゲラスの外壁の孤塁を攻略し一気に大尉から高級副官まで昇進。1795年に旅団長に昇進して3個擲弾大隊の指揮官になり、翌年にはイタリアでメドラノ要塞を攻略した。彼はカスティリョーネの戦いで少将になり、アルコレの戦いで負傷したが、第一次対仏大同盟の崩壊まで戦い続けた。
エジプト遠征においてはピラミッドの戦いでクレベール配下の旅団長を務めた。エーカーの包囲戦で、ヴェルディエは敵の銃剣突撃によって負傷した。1799年11月1日に、たった1,000人のヴェルディエ軍団は、ディムヤートに接近してきた8,000人ものイェニチェリを撃破し、2,000人の損害を敵に与え、800人の捕虜及び、10門の砲と32旗の軍旗を手に入れた。クレベールは名誉のサーベルを与え、ヴェルディエを中将に昇進させた。
エジプト撤退の前にフランスに呼び戻され、ヴェルディエは1801年から1806年までイタリアとオーストリアの戦線で活躍した。1807年6月10日にはヘルシバーグの戦いに参加して、多くの捕虜を得た。さらにヴェルディエ師団は、フリートラントの戦いでも活躍した。
スペインで行なわれた半島戦争では、ログローニョの戦い及び第一次サラゴサ包囲戦に参加した。ナポレオンは1808年3月19日にヴェルディエに伯爵の称号を与えた。翌年、ヴェルディエはヘローナおよび他のいくつかの都市を占領した。
ロシア戦役では、ベルディエは再び有名になり、ポロツクの戦いで重傷を負った。
1813年と1814年には、ウジェーヌ・ド・ボアルネのイタリア共和国軍を指揮した。アカの戦いでは、マスケット銃により腿を貫通する傷を負うが副官の助けを得てによって部署に復帰した。1814年2月8日にはミンチオ川の戦い数で圧倒するオーストリア軍を撃退した。
王政復古の際に退役し、セントルイス勲章を授与された。また、1815年1月17日には、レジオンドヌール勲章グラン・クロワを授与された。ナポレオンからも鉄王冠勲章の司令官に叙されていた。
百日天下では、ナポレオンによってフランスの貴族に列せられ、第8地区（マルセイユ地方）軍団長に任じられた。ワーテルローの戦いの後の混乱では、彼は略奪からトゥーロンを保護した。
1817年8月1日の条例はヴェルディエにもう一度引退するのを強要したが、1830年に過去の功績により再び短い期間復帰したが、すぐに永久に引退した。戦場においてヴェルディエの妻はよく夫と共にあったため賞賛されたことで有名である。